# Billy Bilsland
William Law "Billy" Bilsland (Glasgow, 9 de novembro de 1945) é um ex-ciclista britânico que competiu no individual durante os Jogos Olímpicos de 1968.